# Commenailles
Commenailles település Franciaországban, Jura megyében. Lakosainak száma 900 fő (2022. január 1.). Commenailles Beauvernois, Chapelle-Voland, Chaumergy, La Chaux-en-Bresse, Desnes, Relans és Vincent-Froideville községekkel határos.

## Népesség
A település népességének változása:
| Lakosok száma | 687  | 662  | 688  | 743  | 827  | 848  | 890  | 896  | 896  | 900  |
|               | 1968 | 1982 | 1990 | 2006 | 2013 | 2015 | 2017 | 2019 | 2020 | 2022 |